# Maja Matevžič
Maja Matevžič (ur. 13 czerwca 1980 w Lublanie) – słoweńska tenisistka, od 2000 roku o statusie profesjonalnym. Zawodniczka leworęczna z oburęcznym bekhendem.
Jako juniorka Matevžič odnosiła wiele sukcesów, do najważniejszych należy zaliczyć finał gry podwójnej juniorskiego French Open i Wimbledonu w 1998 roku, ćwierćfinał Orange Bowl 1996.
25 sierpnia 2003 została sklasyfikowana na 38. miejscu w rankingu tenisistek WTA, a trzy miesiące wcześniej osiągnęła rankingowy szczyt jako deblistka, zajmując 34. miejsce. W turniejach wielkoszlemowych startowała jedenaście razy. Trzykrotnie osiągnęła trzecią rundę (po raz ostatni na Wimbledonie 2003). Debiut we French Open w 2001 roku zakończyła na pierwszej rundzie. W sezonie 2004 nie była klasyfikowana w rankingu, 2005 rok zakończyła zaś na 649. miejscu.
W karierze zawodowej wygrała jeden turniej gry pojedynczej WTA Tour; miało to miejsce w 2002 roku w Bratysławie. Odnotowała dwa triumfy deblowe, pierwszy w 2003 roku, również w Bratysławie (w parze z Sonyą Jeyaseelan), drugi rok później w Strasburgu w parze z Henrietą Nagyovą.
Reprezentowała Słowenię w Pucharze Federacji w latach 1999–2002 oraz 2004. Uczestniczka Letnich Igrzysk Olimpijskich 2004 w Atenach.
W sezonie 2006 nie pojawiła się w żadnym turnieju zawodowym. Po raz ostatni zagrała w Pradze w 2005 roku.
Jej deblowymi partnerkami były m.in. Janette Husárová, Roberta Vinci, Jelena Kostanić, Patty Schnyder, Tathiana Garbin, Iva Majoli, Marion Bartoli, Jelena Dokić i Maret Ani.
Do jej sukcesów można zaliczyć m.in. zwycięstwo nad Swietłaną Kuzniecową 6:1, 6:2 w Porto w 2002 roku w 1/16 finału. Pokonała również Anabel Medinę w 2001 roku w Lipsku. Wygrała jeden z dwóch meczów rozegranych z Flavią Pennettą. Najwięcej porażek odniosła z Wierą Zwonariową, a najwięcej razy pokonała Włoszkę Valentinę Sassi.
Trenerem zawodniczki był Blaž Trupej. Rozpoczęła grę w tenisa w wieku dziesięciu lat. Jej ulubiona nawierzchnia to trawa, a ulubione uderzenie – wolej. Najważniejszym tenisowym momentem była dla niej gra na Wimbledonie na korcie nr 1. Podziwia Martinę Navrátilovą i Patricka Raftera.

## Finały turniejów WTA
| Legenda                | Legenda |
| ---------------------- | ------- |
| Wielki Szlem           |         |
| Igrzyska olimpijskie   |         |
| WTA Tour Championships |         |
| 1988 – 2008            |         |
| Kategoria I            |         |
| Kategoria II           |         |
| Kategoria III          |         |
| Kategoria IV           |         |
| Kategoria V            |         |

### Gra pojedyncza 1 (1-0)
| Końcowy wynik | Nr | Data                 | Turniej    | Nawierzchnia  | Przeciwniczka  | Wynik finału |
| ------------- | -- | -------------------- | ---------- | ------------- | -------------- | ------------ |
| Zwyciężczyni  | 1. | 14 października 2002 | Bratysława | Twarda (hala) | Iveta Benešová | 6:0, 6:1     |

### Gra podwójna 3 (2–1)
| Końcowy wynik | Nr | Data                 | Turniej    | Nawierzchnia  | Partnerka        | Przeciwniczki                    | Wynik finału  |
| ------------- | -- | -------------------- | ---------- | ------------- | ---------------- | -------------------------------- | ------------- |
| Finalistka    | 1. | 20 maja 2002         | Strasburg  | Ceglana       | Caroline Dhenin  | Jennifer Hopkins Jelena Kostanić | 6:0, 4:6, 4:6 |
| Zwyciężczyni  | 1. | 14 października 2002 | Bratysława | Twarda (hala) | Henrieta Nagyová | Nathalie Dechy Meilen Tu         | 6:4, 6:0      |
| Zwyciężczyni  | 2. | 19 maja 2003         | Strasburg  | Ceglana       | Sonya Jeyaseelan | Laura Granville Jelena Kostanić  | 6:4, 6:4      |

## Finały juniorskich turniejów wielkoszlemowych

### Gra podwójna (2)
| Końcowy wynik | Rok  | Turniej     | Nawierzchnia | Partnerka          | Przeciwniczki              | Wynik finału  |
| Finalistka    | 1997 | French Open | Ceglana      | Katarina Srebotnik | Cara Black Irina Sielutina | 0:6, 7:5, 5:7 |
| Finalistka    | 1997 | Wimbledon   | Trawiasta    | Katarina Srebotnik | Cara Black Irina Sielutina | 6:3, 5:7, 3:6 |